# قعاد النصيري (حجة)

تعديل مصدري - تعديل

قعاد النصيري هي إحدى قرى عزلة جبل عيان بمديرية حجة التابعة لمحافظة حجة، بلغ تعداد سكانها 120 نسمة حسب تعداد اليمن لعام 2004.